# Singe dans la culture japonaise
 (février 2025).
Si vous disposez d'ouvrages ou d'articles de référence ou si vous connaissez des sites web de qualité traitant du thème abordé ici, merci de compléter l'article en donnant les références utiles à sa vérifiabilité et en les liant à la section « Notes et références ».
 (février 2025).
La mise en forme du texte ne suit pas les recommandations de Wikipédia : il faut le « wikifier ».
Les points d'amélioration suivants sont les cas les plus fréquents. Le détail des points à revoir est peut-être précisé sur la page de discussion.
- Les titres sont pré-formatés par le logiciel. Ils ne sont ni en capitales, ni en gras.
- Le texte ne doit pas être écrit en capitales (les noms de famille non plus), ni en gras, ni en italique, ni en « petit »…
- Le gras n'est utilisé que pour surligner le titre de l'article dans l'introduction, une seule fois.
- L'italique est rarement utilisé : mots en langue étrangère, titres d'œuvres, noms de bateaux, etc.
- Les citations ne sont pas en italique mais en corps de texte normal. Elles sont entourées par des guillemets français : « et ».
- Les listes à puces sont à éviter, des paragraphes rédigés étant largement préférés. Les tableaux sont à réserver à la présentation de données structurées (résultats, etc.).
- Les appels de note de bas de page (petits chiffres en exposant, introduits par l'outil «  Source ») sont à placer entre la fin de phrase et le point final[comme ça].
- Les liens internes (vers d'autres articles de Wikipédia) sont à choisir avec parcimonie. Créez des liens vers des articles approfondissant le sujet. Les termes génériques sans rapport avec le sujet sont à éviter, ainsi que les répétitions de liens vers un même terme.
- Les liens externes sont à placer uniquement dans une section « Liens externes », à la fin de l'article. Ces liens sont à choisir avec parcimonie suivant les règles définies. Si un lien sert de source à l'article, son insertion dans le texte est à faire par les notes de bas de page.
- La présentation des références doit suivre les conventions bibliographiques. Il est recommandé d'utiliser les modèles {{Ouvrage}}, {{Chapitre}}, {{Article}}, {{Lien web}} et/ou {{Bibliographie}}. Le mode d'édition visuel peut mettre en forme automatiquement les références.
- Insérer une infobox (cadre d'informations à droite) n'est pas obligatoire pour parachever la mise en page.

Pour une aide détaillée, merci de consulter Aide:Wikification.
Si vous pensez que ces points ont été résolus, vous pouvez retirer ce bandeau et améliorer la mise en forme d'un autre article.
Saru (猿 ; サル), est l’une des appellations indigènes pour désigner le singe en japonais. Sur l’archipel, il existe une seule espèce de singe, le macaque japonais (Macaca fuscata) (en japonais 日本猿 Nihonzaru), caractérisé par une fourrure brun-grisâtre, une courte queue ainsi qu’un visage et un postérieur écarlate, d’où son ancien nom vernaculaire français de « Magot à face rouge ».

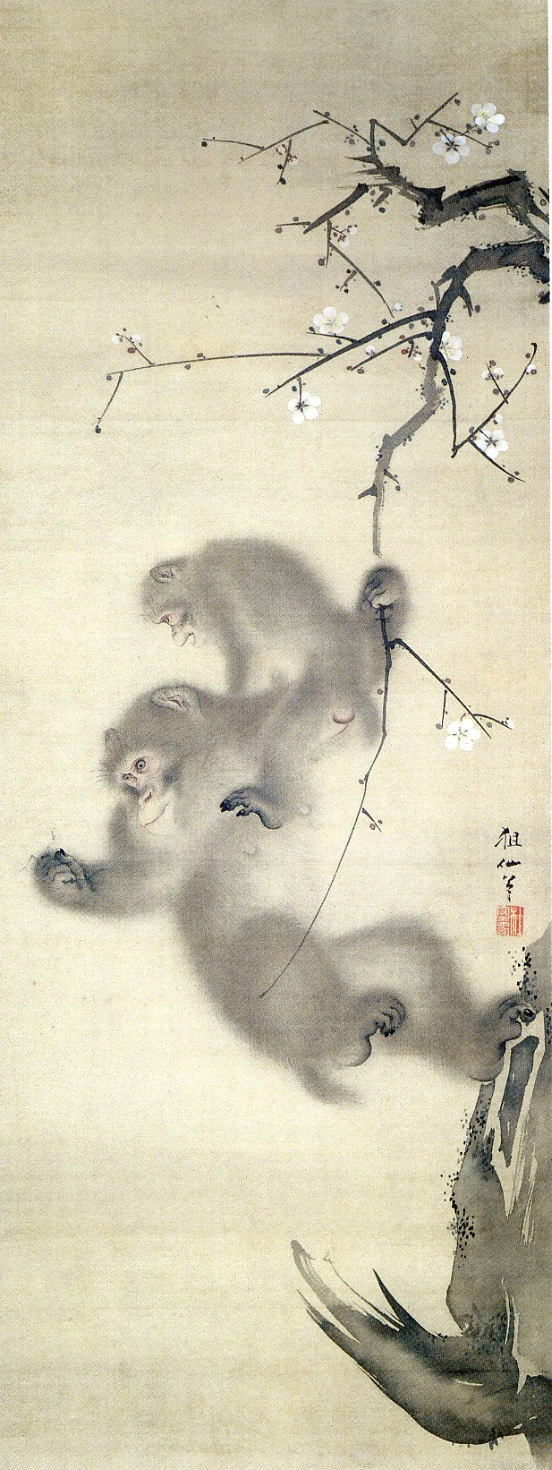
Singes dans un mume, Mori Sosen, 1808

Au cours de la majeure partie de l'histoire japonaise, les singes étaient des animaux familiers que l'on voyait dans les zones périurbaines, comme les forêts et les montagnes. Aujourd’hui, avec la perte de leur habitat dû à l'urbanisation du Japon contemporain, ils sont désormais limités à des zones géographiques spécifiques. Dans la culture japonaise, les singes sont un élément historiquement marquant de la religion, du folklore et de l'art, ainsi que des proverbes et expressions idiomatiques.

## Origine et étymologie

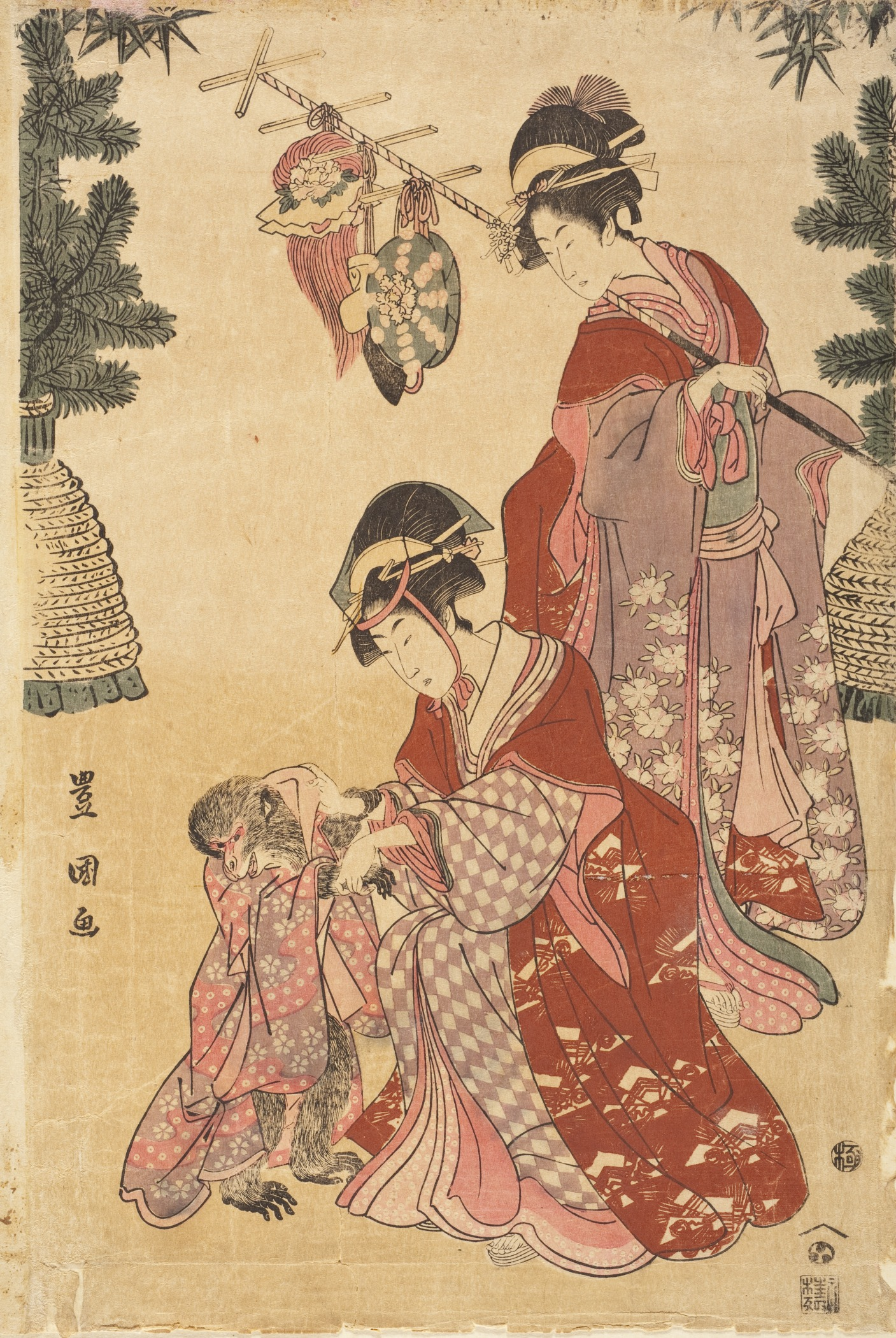
Femmes déguisées en dresseuses de singes pour la danse du Nouvel An, Utagawa Toyokuni, vers 1800.

La langue japonaise compte plusieurs terminologies pour désigner le singe : Saru, signifiant à l'origine le Macaque japonais spécifiquement, mais a été étendu sémantiquement au champ lexical du singe tel qu’on le conçoit en en français : simien, singe.
Leur étymologies exactes n’est pas très claire, mais Yamanaka remarque des similitudes avec le terme en langue aïnoue saro désignant le singe, que Batchelor explique ce terme comme constitué de sara (une queue) et o (porter), donc saro signifierait donc « avoir une queue ». Yamanaka suggère également une étymologie plus ancienne, à partir de mongol samji  « singe », qui serait progressivement passé de de sam, sanu, puis salu. Mashira, est un terme moins courent dans la période contemporaine, surtout associé à du vieux japonais, notamment celui présent dans la dans la littérature classique. Le terme pourrait étymologiquement se rapprocher de l’appellation saru avec un possible préfixe ma- ajouté dans les prononciations archaïques japonaises, donnant les termes masaru, mashira et mashi, une appellation alternative au terme mashira. Mais Yamanaka citant Turner, évoque plutôt la théorie selon laquelle, le mot viendrait de l'indo-aryenne markáta « singe » dérivant du Sanskrit markaṭa (मर्कट) "singe" (cf. meerkat), avec des cognats incluant Pali makkaṭa, oriya mākaṛa, et gujarati mākṛũ.
Le caractère chinois, utilisé au Japon (kanji) 猿 pour désigner le singe, a pour lectures sino-japonaises inspirées du chinois classique (on'yomi) les terme « en » ou « on » (du chinois yuán), et des lectures indigène (kun'yomi ) saru ou les appellations en vieux japonais mashi ou mashira. La lecture littéraire archaïque ete dans etekō (猿公 ; « monsieur le singe ») est phonétiquement anormale.
Bien que la culture autour du singe au Japon se soit nourrit en partie des interactions locales qui existaient entre hommes et primates sur l’archipel, l’influence de la Chine reste relativement importante. Cela s’observe très bien ne serait-ce que dans l’adoption du zodiaque chinois, ou encore les croyances selon lesquelles les primates feraient de bon protecteurs pour les écuries. Cette croyance en particulier à eu une forte résonance dans le folklore local.
Les Japonais ont bien sûr adopté le caractère chinois : 猿 ; pinyin : yuan, qui désigne le singe, mais qui dans ce contexte, désigne surtout le gibbon. Il y avait un contraste symbolique entre le en (猿, èn, « singe sans queue »), le gibbon, caractérisé par son intelligence supérieur et ses facultés surnaturelles et le ko (猴, kō, « singe à queue »), le macaque, caractérisé par son tempérament sauvage et stupide proche de l’animal. Le gibbon étant absent de l’archipel japonais, par analogie à ces deux animaux, on y retrouve la symbolique selon laquelle la Chine était savante et raffinée et le Japon stupide et belliqueux.

### Utilisation

#### Zoologie
Aujourd’hui, le terme saru est non seulement étendu aux singes, mais également à l’ensemble des espèces de l’ordre des primates (霊長目, reicho-moku), dont la dénomination alternative est サル目 (saru-moku), dont les lémuriens (キツネザル, kitsune-zaru, « singes-renards »), ou encore les tarsiers (メガネザル, megane-zaru, « singes à lunettes »). Les simiformes sont plus spécifiquement désigné sous le terme de 真猿類 (shinenrui, « vrais singes ») et les strepsirrhiniens sont plus généralement désigne sous le terme de 原猿類 (genenrui, « singes originels »). En paléontologue, le terme 猿人 (enjin, "homme-singe") désigne les premiers êtres considérés comme « humains » ou intermédiaires, à être apparus.

## Croyances et folklore

### Religion

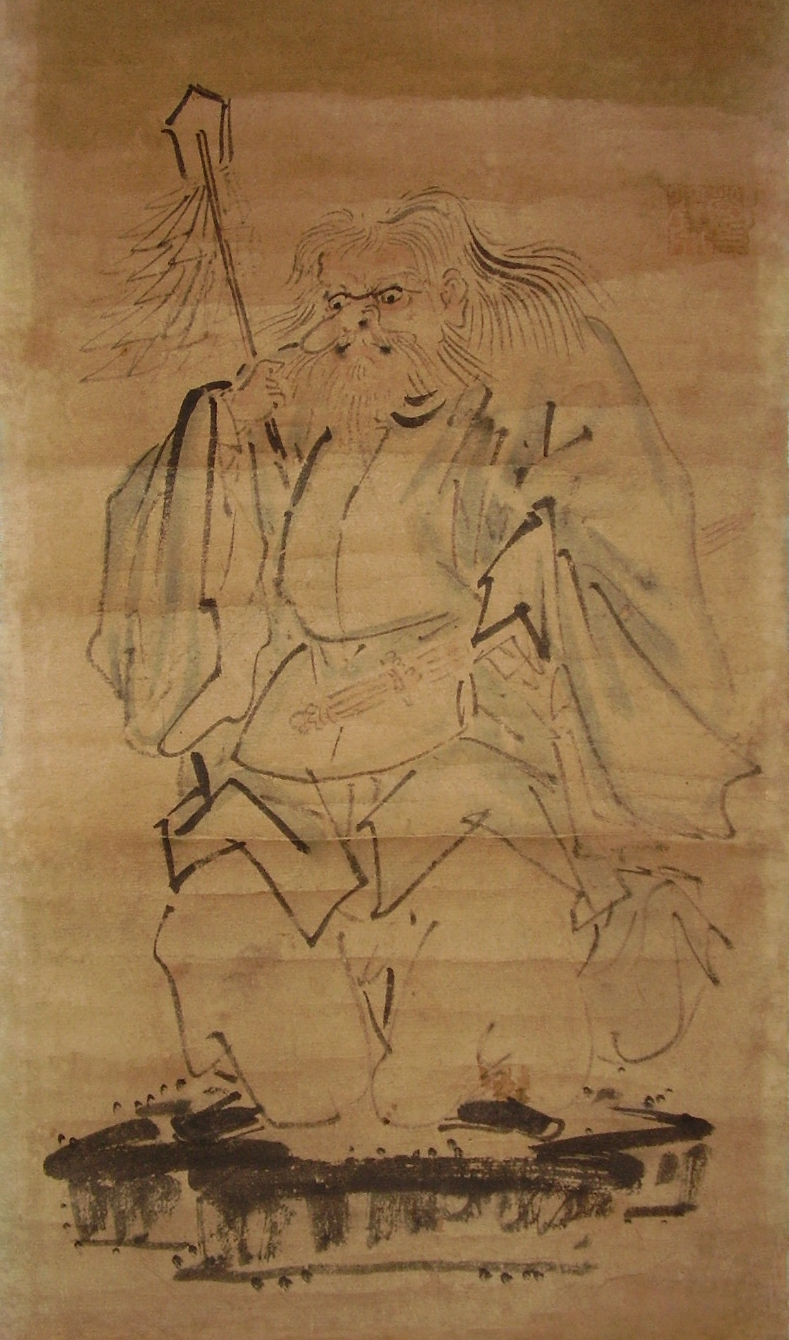
Peinture comique de Sarutahiko Ōkami, fin du XIXe siècle.

Les divinités simiesques sont courantes parmi les croyances populaires au japon, notamment le Sannō Shinto, le Kōshin, ainsi que le Bouddhisme japonais.
Dans la tradition shintoïste ancienne, Sarutahiko Ōkami (猿田彦大神) est une divinité semblable à un singe, médiateur entre le ciel et la terre. Sarutahiko Okami est vénéré au grand sanctuaire de Tsubaki dans la préfecture de Mie et au sanctuaire Ōasahiko dans la Tokushima.
Les deux plus anciennes chroniques mytho-historiques du Japon, le Kojiki et le Nihongi mentionnent tous deux Sarutahiko. Un chapitre du Kojiki mentionne « Maintenant, quand ce Dieu Prince de Saruta résidait à Azaka, il s’en alla pêcher, et de sa main fut attrapée par un hirabu, et il se noya dans la saumure de la mer ». Le Nihongi contient un mythe plus détaillé sur le Dieu des Carrefours Sarutahiko no Okami. Lorsque la Déesse du Soleil Amaterasu, dite être l'ancêtre de la Maison impériale du Japon, décida d'envoyer son petit-fils Ninigi et d'autres divinités sur terre pour gouverner, elle envoya d'abord un éclaireur pour dégager le chemin, qui revint et rapporta avoir rencontré le redoutable Sarutahiko.
« Il y a une divinité qui réside aux huit carrefours du Ciel, dont la longueur du nez est de sept mains, la longueur du dos est de plus de sept brasses. Une lumière brille de sa bouche et de son postérieur. Ses globes oculaires sont tel un miroir de huit mains et ont une lueur rougeâtre comme l'Aka-kagachi ».
Amaterasu choisit Ame-no-Uzume comme seul dieu ou déesse capable de confronter Sarutahiko et de lui demander pourquoi il bloquait les carrefours entre le ciel et la terre, et dit :
« « Tu es supérieur aux autres par la puissance de ton regard. Tu ferais mieux d'y aller et de l'interroger. » Ainsi, Ame no Uzume s'avança immédiatement, dénuda ses seins et, baissant la bande de son vêtement en dessous de son nombril, confronta Sarutahiko avec un rire moqueur. [Sarutahiko est choqué et explique qu'il attend pour servir de guide à Ninigi] « J'ai entendu que l'enfant d'AmaTreasure no Oho-kami est sur le point de descendre, et donc je suis venu respectueusement à sa rencontre et pour le servir. Mon nom est Saruta-hiko no Oho-kami » ».
Sarutahito épousa plus tard Ame-no-Uzume. Ohnuki-Tierney liste trois facteurs qui identifient Sarutahiko comme un Dieu Singe : saru signifie "singe", ses caractéristiques incluent le postérieur rouge, qui est l'une des caractéristiques physiques des macaques japonais, et comme les macaques rassemblent des coquillages à marée basse, le Kojiki dit que sa main fut attrapée dans un coquillage en pêchant et « un singe avec une main prise dans un coquillage est un thème fréquent des contes folkloriques japonais ».
Un autre mythe shintoïste concernant les singes est celui de la divinité de la Foudre Raijin qui est accompagné d’un raijū (雷獣, « bête de la foudre »), une créature associée au phénomène de la foudre en boule, apparaissant parfois sous la forme d'un singe.
Sarugami (猿神, lit. "dieu singe") faisait partie de la secte Sannō Shintō, était basée sur le culte du Dieu de la Montagne Sannō (山王, « roi de la montagne ») ainsi du du bouddhisme promu par l’école Tendai. Sarugami était le messager de Sannō et servait d'intermédiaire entre les divinités et les humains. Sannō et Sarugami sont vénérés au sanctuaire Hiyoshi Taisha à Ōtsu, Shiga.
Le Dieu de la Montagne et le Dieu Singe Sannō et Sarugami devinrent populaires au début de la période Tokugawa ou époque d'Edo. Toyotomi Hideyoshi, qui unifia le Japon en 1590 et mit fin à la période Sengoku, fut surnommé Kosaru (« petit singe ») ou Saru (« singe »), « non seulement parce que son visage ressemblait à celui d'un singe, mais aussi parce qu'il cherchait ardemment à s'identifier à ce primate ». Tokugawa Ieyasu, qui fut le premier shōgun (1603–1605) du shogunat Tokugawa, « désigna officiellement le dieu-singe comme gardienne de la paix dans la nation, et une fête pour la divinité fut élaborée à Edo » durant son règne. Durant cette période, des peintures représentaient le sarugami comme messager du Dieu de la Montagne, le montrant dansant lors de la récolte du riz, ou tenant un gohei, une baguette rituelle avec des banderoles de papier suspendues utilisée rituellement par les prêtres shintoïstes pour invoquer l'esprit d'une divinité. Ainsi, Ohnuki-Tierney dit, « le singe dans ces peintures a le rôle de médiateur entre les divinités et les humains, de la même manière que les chamans et les prêtres ».

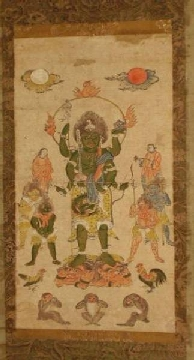
Peinture de Shōmen Kongō et des Trois Sages Singes.

Le rôle des singes comme médiateurs est évident dans la religion populaire japonaise Kōshin. Cette croyance éclectique incorpore des croyances taoïstes sur les sanshi (三尸, « Trois Vers ») « esprits maléfiques qui vivent dans le corps humain et hâtent la mort », la mythologie shintoïste autour de la figure du Sarugami, et des croyances bouddhistes sur les dieux simiens comme le Vanara un humanoïde semblable à un singe dans le Ramayana. Shōmen-Kongō (青面金剛, « Vajra au visage bleu ») une divinité Kōshin, gardienne redoutable, à plusieurs bras, qui était supposé pouvoir rendre malades les Trois Vers et ainsi les empêcher de faire leur rapport au Ciel, qui était communément représenté avec deux ou trois singes comme assistants.
Dans les croyances taoïstes-Kōshin, les « Trois Vers » à l'intérieur du corps gardent des registres des méfaits de leur hôte, qu'ils rapportent au Ciel toutes les deux nuits sur la nuit gengshen (japonais kōshin) 庚申 « 57e des 60 (dans le cycle sexagésimal chinois) » tandis que leur hôte humain rêve. Mais dans une sorte de faille karmique, quelqu'un qui reste éveillé toute la journée et toute la nuit peut éviter de recevoir une durée de vie plus courte pour ses transgressions. La version japonaise de cette coutume, Kōshin-Machi (庚申待, « Attente Kōshin »), devint une festivité.

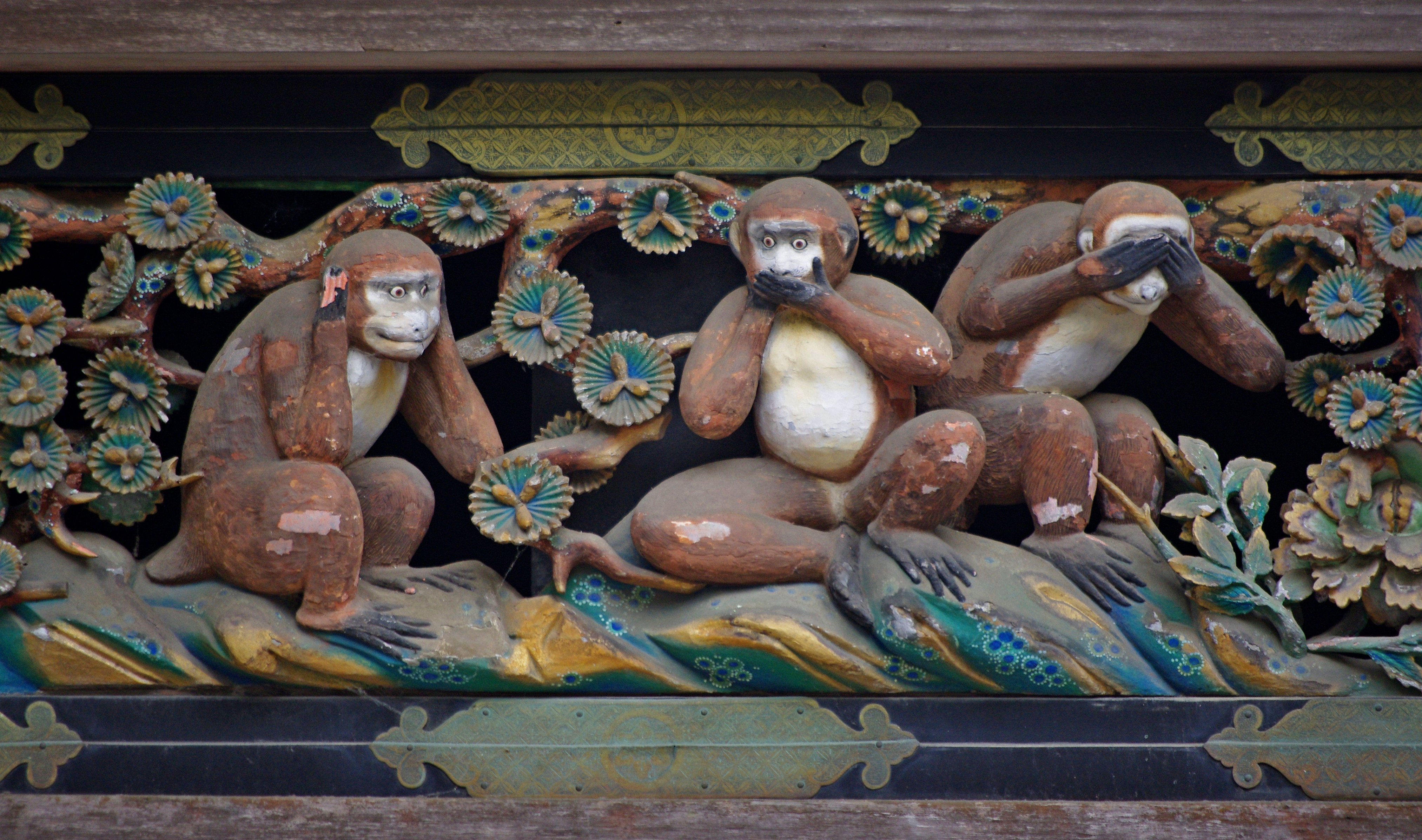
Trois Sages Singes au sanctuaire Tōshō-gū à Nikkō.

Les sanzaru (三猿 « trois singes ») ou les singes de la sagesse, sont un exemple traditionnel de singes dans la culture japonaise. Leurs noms sont des jeux de mots entre saru ou le randaku zaru « singe » et l'ancienne conjugaison verbale négative -zaru : mizaru, kikazaru, iwazaru (見ざる, 聞かざる, 言わざる, « ne regarde pas, n’écoute pas, ne dit pas »). Le sanctuaire Tōshō-gū à Nikkō possède des reliefs élaborés au-dessus des portes, incluant une célèbre représentation de ces trois singes. Ces derniers représentent également la foi Kōshin. Ils sont exposés dans le temple Yasaka Kōshin-dō dédié à Shōmen Kongō, à Higashiyama-ku, à Kyoto, connu sous son surnom Kōshin-san (庚申さん) avec le suffixe -san utilisé comme un Monsieur/Madame etc. Ce sanctuaire vend également un type de sarubobo (猿ぼぼ, « bébé singe « ) « amulette de poupée sans visage rouge » appelée kukurizaru (くくり猿), censée représenter la chance des primates.

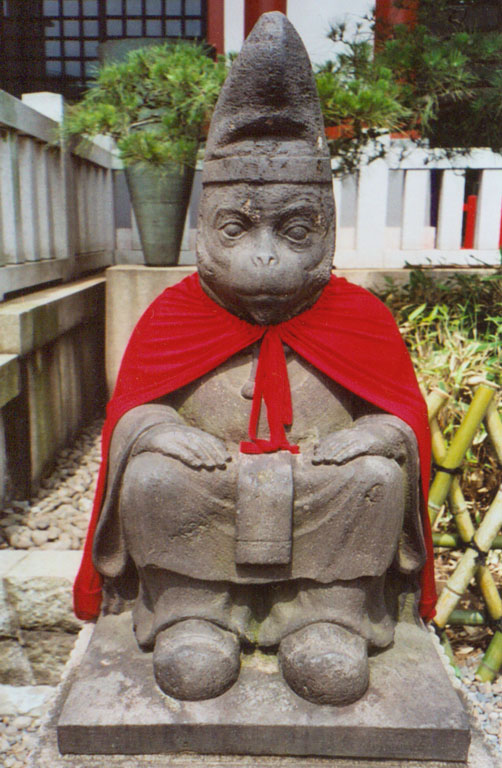
Statue de Jizō en forme de singe au sanctuaire Hie à Tokyo.

Ohnuki-Tierney déclare que la signification et le rôle du kōshin est centré sur la médiation, « entre les cycles temporels, entre les humains et les divinités, et entre le ciel et la terre. C'est par cette divinité médiatrice que le singe est devenu associé, renforçant ainsi la signification du singe comme étant un médiateur ».
Saeno kami (障の神, « dieu de la frontière »), plus tard connu sous le nom de Dōsojin (道祖神, « ancêtre divin des chemins »), est une divinité tutélaire shintoïste des frontières, qui est généralement placée aux frontières spatiales, en particulier à la frontière d'une communauté, et est censée protéger les gens des épidémies et des esprits maléfiques. Dans la croyance populaire, Saeno kami a été fusionné avec le Sarutahiko shintoïste, et plus tard avec le Jizō bouddhiste ou Ksitigarbha « le bodhisattva des âmes en enfer et gardien des enfants ». Cette fusion, dit Ohnuki-Tierney, « a abouti à des statues de pierre d'un singe portant un bavoir, qui est la marque distinctive de Jizō, un gardien bouddha des enfants ».
Dans le bouddhisme, le concept de shinen (心猿, « singe du cœur » ou « singe de l’esprit ») fait référence à l’esprit humain instable, agité et indécis, comparé à un singe sautant de branche en branche sans prendre le temps de se reposer. Ce concept est souvent associé au terme iba (意馬, « cheval de la volonté » ou « cheval des désirs »). Les deux termes combinés, shinen-iba (心猿意馬) décrivent l’état d’un esprit difficile à maîtriser, tiraillé entre des pensées incontrôlées et des désirs fluctuants. Ces expressions sont couramment utilisées dans le bouddhisme et la littérature japonaise pour illustrer la difficulté de discipliner son esprit et d’atteindre la sérénité.

### Gardien des chevaux et guérisseur
Selon les traditions chinoises, garder un singe dans une écurie protégerait les chevaux des maladies et des accidents, les Japonais donnèrent donc aux singes le rôle important de gardiens des chevaux, désignés de manière honorifique sous le nom de umayagami (厩神, « divinité des écuries »). Cette croyance donna naissance à deux pratiques connexes : La première étant l’utilisation de peaux de singes par les fermiers et les samouraïs pour couvrir leur carquois afin de capter le pouvoir protecteur du singe sur les chevaux. La seconde étant, l’utilisation d’images de chevaux ema (絵馬, « chevaux en images ») comme offrandes aux sanctuaires shintoïstes pour assurer la santé de leurs chevaux. « Un grand nombre d’ema de diverses périodes historiques et régions du Japon dépeignent des singes tirant des chevaux, fournissant des preuves riches que le primates fonctionnait comme des gardien protecteurs ». Les singes étaient censés effrayer les autres animaux et enlever les parasites présents sur la robe de l’animal. Il était coutume, dans le sud du Japon, de nourrir les singes afin de protéger les cultures de leur appétit.

### Créatures légendaires associées à des singes

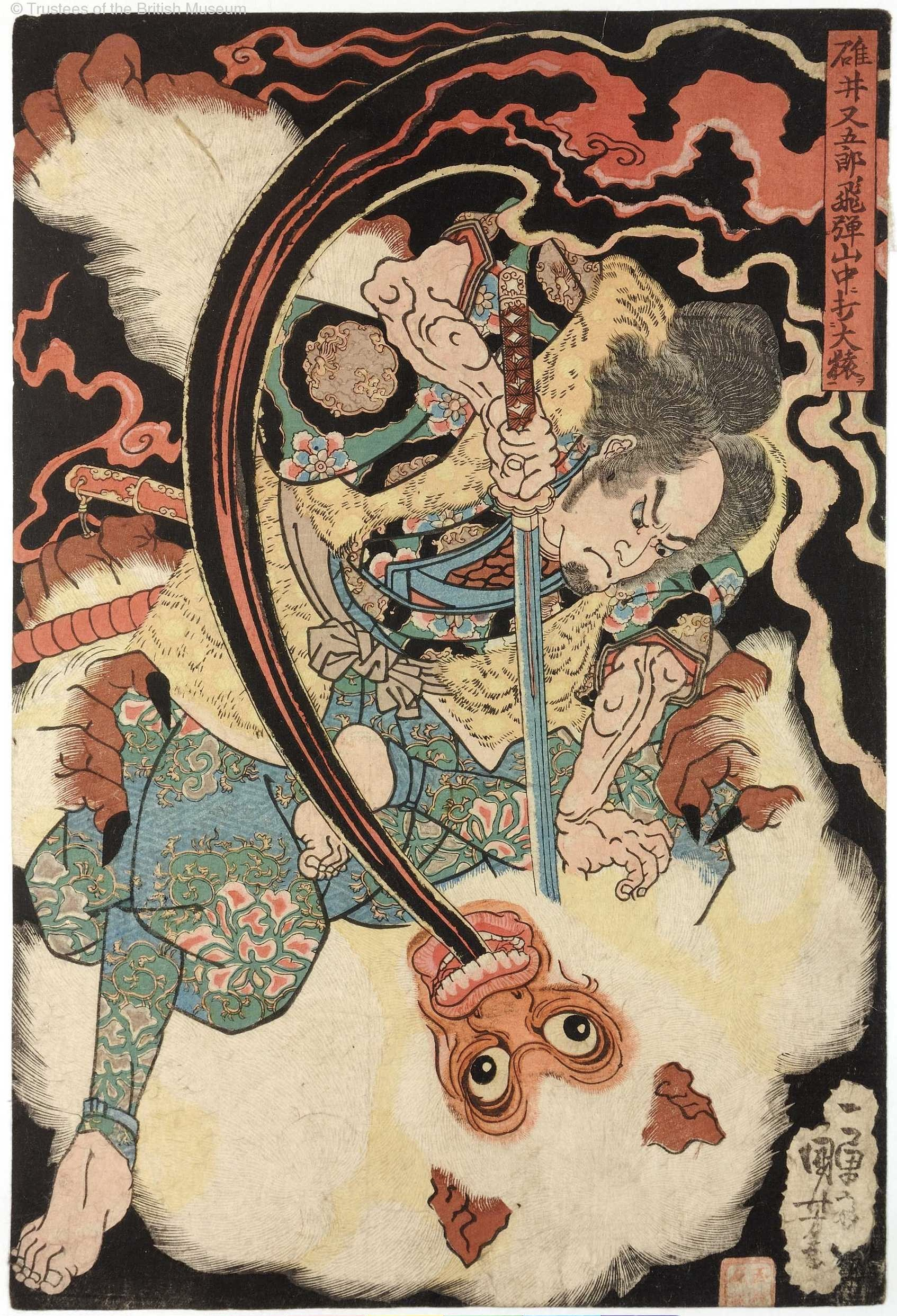
Usui Matagoro combattant un ōzaru dans les montagnes de la région de Hida, par Utagawa Kuniyoshi.

#### Créatures des montagnes
Dans les croyances populaires, les singes étaient bien sûr associé à des esprits des montagnes (山神 ; 山の神, Yama no kami). Ce statut particulier était notamment associé à d’anciennes légendes selon lesquelles des grandes créatures simiesques, des singes géants (大猿, ōzaru) se terraient dans les montagnes. Bien souvent, la croyance voulait que ces créatures soit le fruit de la métamorphose d’un singe sur une certaine période de temps. Parfois ces monstres descendraient dans les villages pour importuner les hommes et enlever les femmes pour se reproduire avec elles et former des hybrides monstrueux. Le kakuen (玃猿, prononcé en chinois : jueyuan), originaire de la littérature chinoise, est la définition même du ōzaru, lorsque son image a été importée au cours de la période Édo par l’intermédiaire des encyclopédies sino-japonaises comme sous le nom de yamako dans le Wakan sansai zue, il a aussitôt été associé à des croyances déjà présentes dans le folklore local. La figure du monstre a subi plusieurs déclinaisons, fusionnait parfois avec d’autres entités présentes dans la littérature chinoise importée au Japon, comme le hi-hi (狒々), une créature simiesque de grande taille, caractérisée par ses grosses lèvres. À la fin des différents récits et sur les différentes œuvres d’art, ces créatures finissent toujours tuées par un valeureux guerrier.

#### Créatures aquatiques
Dans les différentes contrées situées à l’ouest du Japon, les créatures folkloriques apparentées à des singes sont relativement nombreuses du fait de la relation particulière qu’entretenaient les agriculteurs locaux avec ces animaux. L’enkō (猿猴) est une créature aquatique représenté comme une espèce d’humanoïde couvert de poils qui chasse les enfants humains en attrapant leurs intestins par le rectum pour les tirer sous l’eau. La créature sera notamment associées à des formes ancestrales du kappa. Le kappa et singes sont deux entités partagent de nombreux traits en commun et parfois considérés comme des antagonistes. Les primates seraient selon certaines sources, supérieurs aux kappa en tous points, les primates pouvant tenir une journée sous l'eau et vaincre les kappa au combat de sumo. Le proverbe kappa no kawa nagare (河童の川流れ ; « couler tel un kappa ») signifie que « même les meilleurs échouent ». À ce titre, elle évoque un autre proverbe japonais saru mo ki kara otchiru (猿も木から落ちる ; « même les singes tombent des arbres »), renforçant la proximité entre les deux créatures.

### Singes et humanoïdes

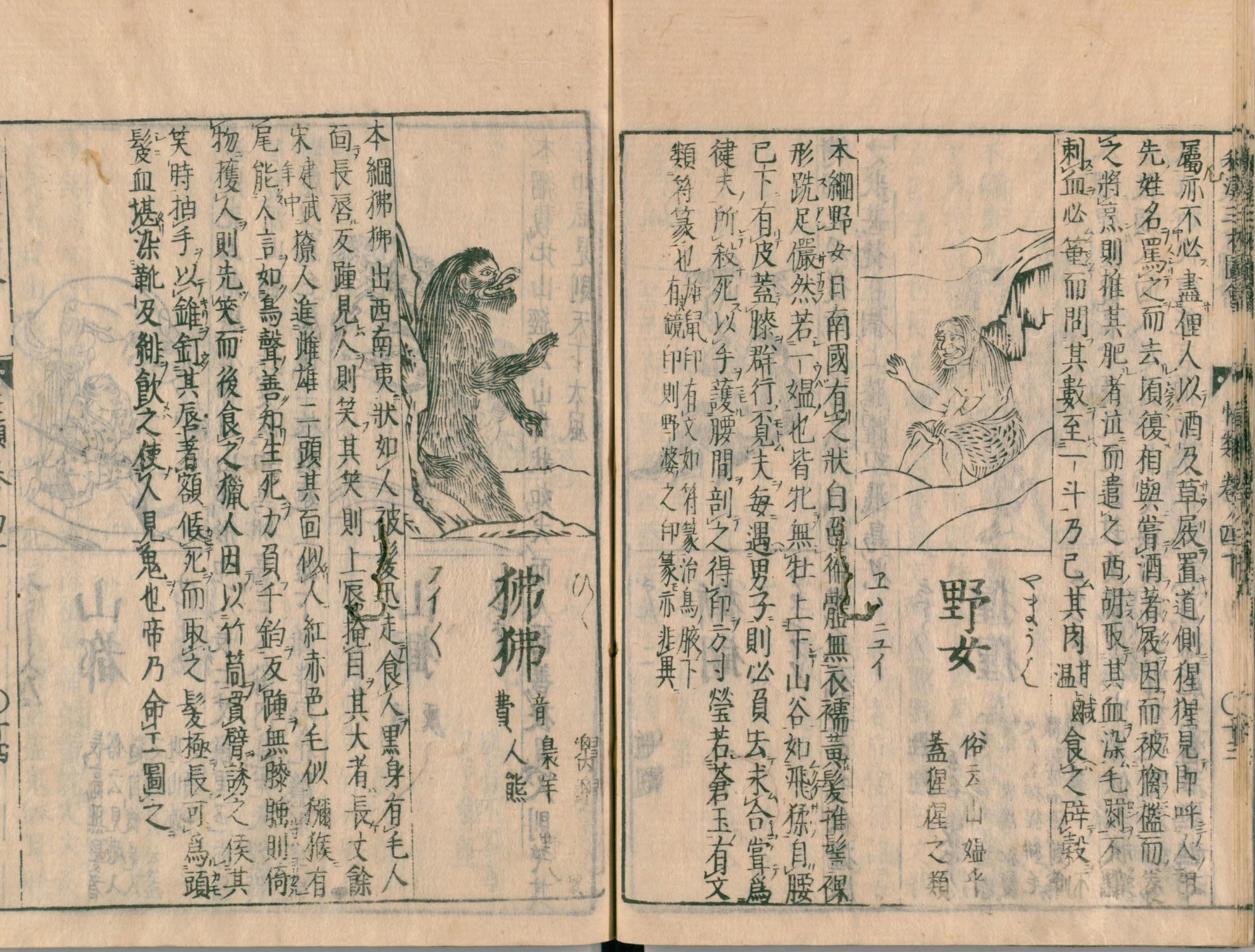
Entrée sur la Yama-Uba (野女) et le Hi-hi (狒々) dans la quarantième section du Wakan sansai zue consacrée aux humanoïdes et aux monstres. Ici, la Yama-Uba est associée à une espèce de shōjō (猩々).

Une autre espèce de singe remarquable présente dans le folklore japonais est le shōjō (猩々), désigné comme un personnage mythique, une créature spirituelle liée à l’océan, caractérisée par son visage et aux cheveux rouges. Une créature dont le nom et les caractéristiques dérivent des mentions dans la littérature chinoise où il était désigné sous le nom de xingxing (猩猩) mentionnant des faits selon lesquelles les populations présente un peu plus au sud utilisaient de l’alcool pour capturer des orang-outan pour les manger ou pour prélever leur sang pour teindre des vêtements. Toutefois, si dans le Kinmō-zui ou le Wakan sansai zue il est dépeint comme une bête, il n’en est pas autrement dans le théâtre nō où il a une apparence humaine. Il aurait en outre été inclus parmi les Sept Divinités du Bonheur à la place de Jurōjin en tant que divinité de la longévité et de la prospérité. Lorsque l’orang-outan a été présenté au Japon à la fin du XVIIIe siècle, il n’a pas systématiquement été associé à la créature légendaire et à plutôt conservé le nom utilisé en occident. Lorsque l’animal a été présenté à plusieurs reprises au cours de l’ère Meiji, il le fut dans un contexte où il était question d’attirer un plus large public possible, et fut donc décrit sous le terme de shōjō. Cependant, il y eut, chez de nombreux spectateurs, journalistes et chroniqueurs de l’époque, un sentiment de déception et de désillusion, mais surtout de s’être fait escroqué, de par l’écart qui existait entre la divinité buveuse de saké décrite dans le théâtre nō et l’animal, qui ne dansait pas et ne tenait pas l’alcool.
Dans les encyclopédies chinoises transmises au Japon, il était courent de retrouver dans les chapitres consacrés aux animaux quadrupèdes ou encore aux monstres, des entrées consacrées à des personnes humaines, souvent considérées comme des barbares en Chine, rendant la frontière entre humains et animaux davantage basée sur le degré de civilisation selon les érudits chinois. Il est donc peu étonnant des voir des figures comme celle de la Yama-Uba au milieux des primates.

## Littérature
Les singes sont mentionnés occasionnellement dans la littérature japonaise ancienne. Un seul des 4 500 poèmes du VIIIe siècle Man'yōshū mentionne les singes. Son auteur Ōtomo no Tabito « ridiculise les gens sobres pour avoir des visages aussi laids que celui d'un singe, tandis qu'il justifie et loue les ivrognes ». La collection de contes bouddhistes setsuwa publiés dans le Nihon Ryōiki contient une histoire sur une femme arhat (sainte) d'abord désignée sous le terme de « singe », prétendant être quelque chose qu'elle n'est pas, avant plus tard, honorée avec du sari (cendres du Bouddha).

### Histoires et contes

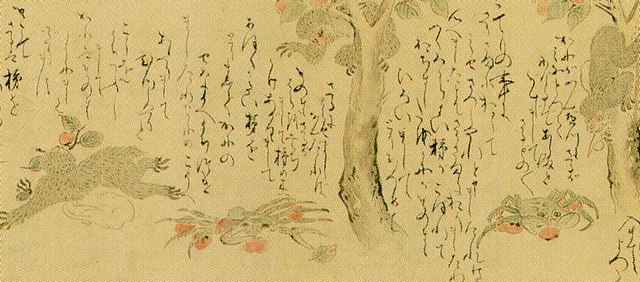
Saru Kani Gassen Emaki, emakimono illustrant le conte « le singe et le crabe ».

Les singes sont un thème courant dans les contes populaires japonais et les contes de fées.
Le singe est un malicieux fripon dans le conte populaire Saru Kani Gassen (« La bataille du singe et du crabe ») au sujet d'une boulette de riz et d'une graine de kaki.
Dans une version largement répandue, le singe prend une boulette de riz d'un crabe en échange d'une graine de kaki, expliquant au crabe qu'il ne reste rien d'une boulette de riz après sa consommation, tandis qu'une graine de kaki poussera et portera des fruits. Lorsque le crabe parvient à faire pousser l'arbre, qui porte beaucoup de fruits, le crabe demande au singe de cueillir un kaki. Le singe grimpe à l'arbre et jette un kaki sur le crabe, le blessant ou le tuant, selon la version. Finalement, le crabe (ou ses enfants, dans la version où il est tué) et ses sympathisants (une châtaigne, une aiguille, une guêpe, un mortier, des excréments, et ainsi de suite, selon la région) prennent leur revanche sur le singe.
Dans Momotarō (« Le garçon à la pêche »), le héros se lie d'amitié avec trois animaux parlants, un singe, un chien et un faisan.
Le singe sert de médiateur dans plusieurs contes. Au XIIIe siècle, le Zatsudanshū contient une histoire sur un homme travailleur et un homme paresseux qui vivaient autrefois au pied d'une montagne.
L'homme travailleur travaillait dans les champs du matin au soir pour cultiver du soja et des haricots rouges. Un jour, il se fatigua et s'endormit, des singes vinrent et pensèrent qu'il était un Bouddha. Ils lui donnèrent des ignames et d'autres offrandes et avant de s’en retourner dans la montagne. L'homme prit les offrandes chez lui. En entendant cette histoire, la femme de l'homme paresseux incita son mari à faire de même. Les singes le transportèrent de l'autre côté de la rivière pour l'y installer. Alors qu'ils le portaient sur leurs bras, les singes dirent : « Nous devrions relever notre hakama [un vêtement semblable à une jupe pour les hommes] », et ils déchirèrent leur fourrure pour imiter le geste de relever le hakama. En voyant cela, l'homme rit. Les singes dirent qu'il était un homme, au lieu d'un Bouddha, et le jetèrent dans la rivière. En entendant l'incident, sa femme entra dans une rage folle. La morale de cette histoire étant que l’imitation superficielle n’est pas une qualité.
Ces singes agissent comme des « médiateurs sacrés qui, au nom de la Divinité de la Montagne, punissent un homme paresseux et sa femme pour avoir  singés bêtement leurs voisins. Le Saru Jizō (猿地蔵, « Jizo Singe ») était une version ultérieure de ce conte dans laquelle les singes prennent les deux hommes pour un Jizō plutôt qu'un simple Bouddha.
Certains contes dépeignent le singe comme un fripon qui essaie de duper les autres. Par exemple, Kurage honenashi (水母骨なし) « La Méduse sans os ».
Lorsque le Roi Dragon entend que manger le foie d'un singe vivant est le seul médicament qui sauvera sa reine de la mort, il envoie son fidèle serviteur poisson traverser l'océan, se rendre au pays des singes, et convaincre un singe vivant de revenir au pays des dragons. Alors qu'ils traversent l'océan, le singe apprend que le roi va lui retirer le foie, et dit au poisson qu'il a laissé son foie accroché à un arbre au pays des singes, où ils retournent pour trouver l'arbre vide. Lorsque le poisson nage de retour au pays des dragons et fait son rapport, le roi réalise la supercherie du singe, et ordonne à ses officiers de briser tous les os du corps du poisson et de le battre jusqu'à le réduire en bouilli, ce qui explique pourquoi les méduses n'ont pas d'os.

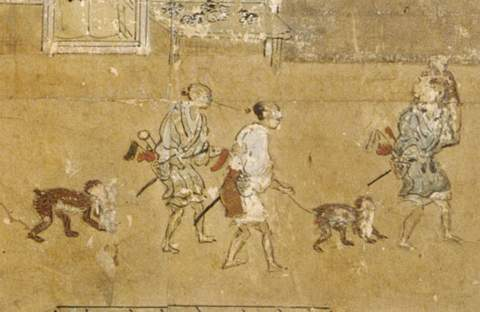
Dresseurs de singes, Kanō Motonobu, 1520.

### Le singe au théâtre
Utsubozaru (靱猿, « Un singe pour un carquois »), est une pièce kyōgen dans laquelle un singe danse avec un seigneur qui vient de lui épargner la vie.
Un Daimyō sort chasser avec son serviteur Taro Kaja, et en chemin, ils firent la rencontre d’un dresseur de Singes. Le Daimyō voulant emprunter la peau du Singe pour couvrir son carquois, lui ordonne de lui donner la bête. Le dresseur, bien sûr, refusa. C’est alors que le Daimyō, furieux, menaçant de tuer le singe et son maître. À contre-cœur, ce dernier accepta finalement. Mais demanda toutefois quelques minutes pour lui dire au revoir de la tuer lui-même, prétextant que la flèche n’abîmerai la peau du pauvre animal. Il commence à frapper à le frapper, et le Singe, pris de peur, pris le bâton pour un signal, et se mis à l'utiliser comme d’une rame. Le dresseur, commença alors à pleurer, le Daimyō lui demande la raison, et le dresseur répond qu'ayant élevé et entraîné son petit singe depuis sa naissance, il le considérait comme son fils. Le Daimyō, profondément ému, pris la décision de ne tuer ni le singe, ni son maître. En signe de gratitude, le singe fit son petit numéro, accompagné par des chants de son maître. Le Daimyō présenta son éventail, son épée, et même ses propres vêtements au dresseur de Singes ; puis commença à danser sur la petite scène avec le singe, l’histoire se terminant ainsi sur une note joyeuse.

## Le singe dans les arts

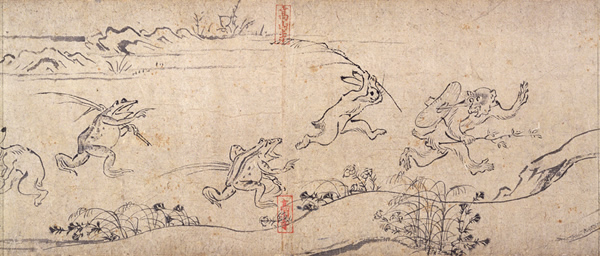
Un singe voleur fuyant divers animaux munis de bâtons, Chōjū-jinbutsu-giga, vers le XIIe siècle.

Les singes sont un motif traditionnel dans l'art japonais : les emaki du XIIe et XIIIe siècles intitulés Chōjū-jinbutsu-giga dépeignent de nombreux animaux anthropomorphes, notamment des singes et des lièvres se baignant, luttant, et un singe voleur fuyant les lièvres et des grenouilles avec des bâtons.
Comme le singe fait partie du zodiaque chinois, qui est utilisé depuis des siècles au Japon, la créature était parfois représentée dans des peintures de l'époque d'Edo comme une métaphore tangible pour une année particulière. Pendant l'époque d'Edo, de nombreux netsuke, tsuba, et autres artefacts furent décorés de à l’effigie d’un singe.

### Le gibbons dans l’art

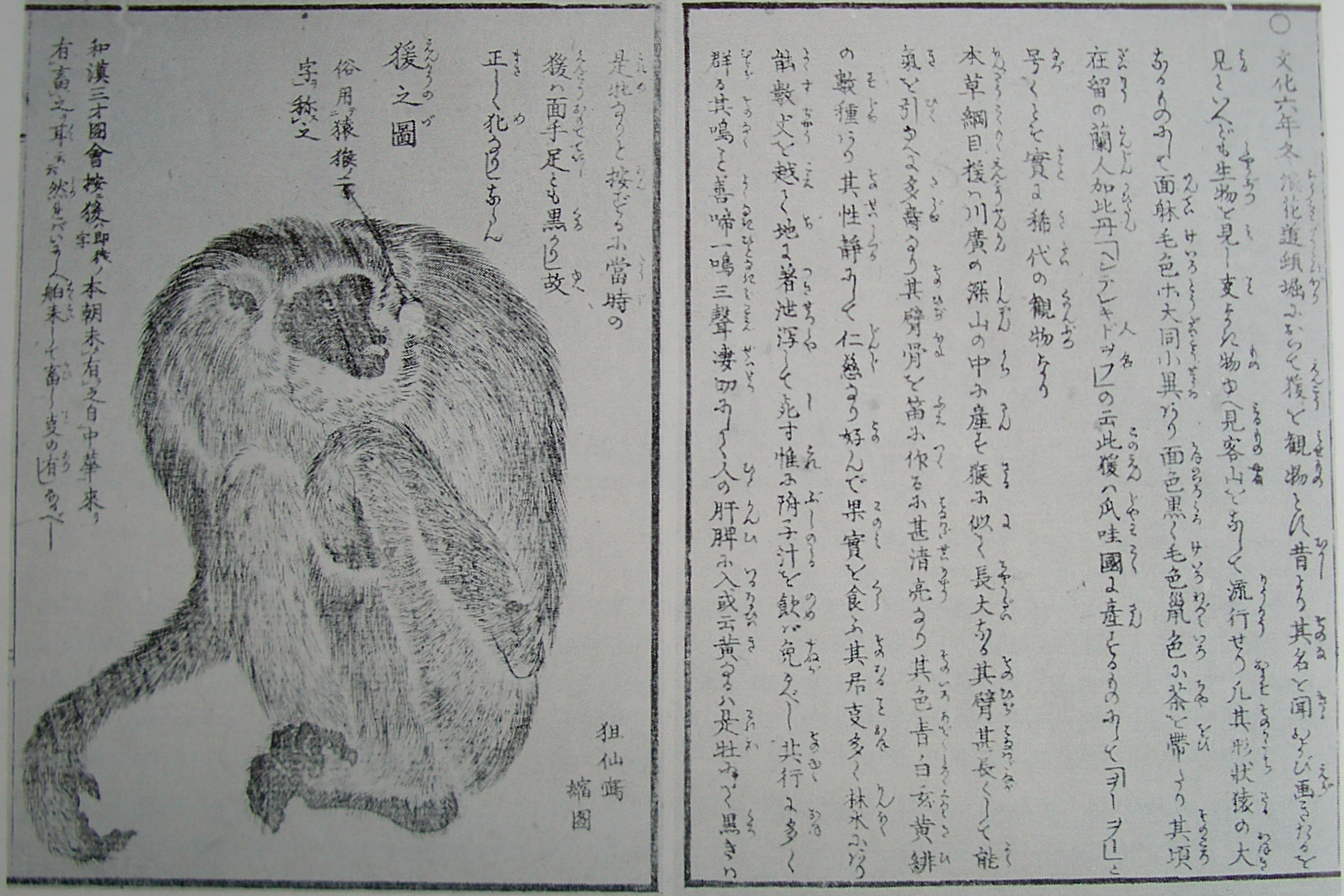
Gibbon au Japon, (1856) Kenkadō zarsuroku, illustration par Mori Sosen

Comme l'habitat du gibbon n'incluait pas le Japon, les Japonais n'étaient pas familiers avec son apparence aux membres longs et sans queue jusqu'au XIIIe siècle, principalement à travers les peintures du moine et artiste de la dynastie Song Muqi (牧溪, japonais Mokkei 牧谿), qui immigra à Kyoto. L'œuvre de Muqi « fut étudiée avec empressement au Japon, et plusieurs peintres adoptèrent son style calligraphique de représentation du gibbon ». Les illustrations de Gibbon de Muqi, qui font désormais partie des Trésors nationaux du Japon, devinrent le modèle pour dessiner les gibbons. De nombreux peintres éminents de l'époque d'Edo (1603–1867), dont Hasegawa Tōhaku, Kusumi Morikage, et Kanō Tsunenobu, qui n'avaient jamais vu de gibbons, les dépeignirent en suivant la tradition artistique Bokkei-zaru (牧谿猿) "gibbons de Muqi". Mori Sosen (1747–1821), qui était le « maître incontesté » de la peinture du macaque japonais, influença les peintures ultérieures de gibbons, qui, en l'absence de modèles vivants, étaient parfois représentés avec le visage rouge et la fourrure brune du macaque.
Les gibbons de Muqi étaient généralement dessinés dans la nature, tandis que les macaques japonais étaient souvent dépeints parmi les humains ou des objets fabriqués par l'homme. Ohnuki-Tierney note que les gibbons « représentaient la nature, qui dans les croyances populaire étaient associées à  des divinités et représentaient également la tradition artistique chinoise (kanga), qui à son tour représentait les Chinois, qui étaient alors les étrangers les plus significatifs » Elle évoque donc quatre niveaux symbolisés par le contraste macaque japonais/gibbon : Japonais/étrangers, humains/divinités, culture/nature, et soi/autre.
Le Kenkadō zarsuroku (蒹葭堂雜錄, 1856), par Kimura Kenkadō, mentionne un cas de gibbon importé au Japon, et inclut un dessin calligraphique par Mori Sosen. En 1809, le gibbon fut exposé dans le quartier des lanternes rouges Dōtonbori d'Osaka.
Bien que nous ayons entendu le mot "gibbon" [en ou saru 猨] depuis des temps anciens, et vu des images de lui, nous n'avons jamais vu de spécimen vivant, et donc une grande foule s'est rassemblée pour voir cet animal. À première vue, il ressemble à un grand macaque, et la figure et la fourrure sont très similaires. Le visage est noir, la fourrure grise avec une touche de brun. Le Hollandais "Capitaine" Hendrik Doeff [c'est-à-dire, le commissaire du comptoir commercial néerlandais, Hendrik Doeff] qui séjournait ici dit que ce gibbon se trouve sur l'île de Java où il est appelé "wau-wau". Il s’agissait vraiment d’un spectacle extraordinaire
Van Gulik suggère que l’animal amené par les Hollandais était issu un Gibbon cendré de par la description qui en a été fait de la couleur de son poil, mais aussi son origine de l’île de Java.

## Utilisation et consommation

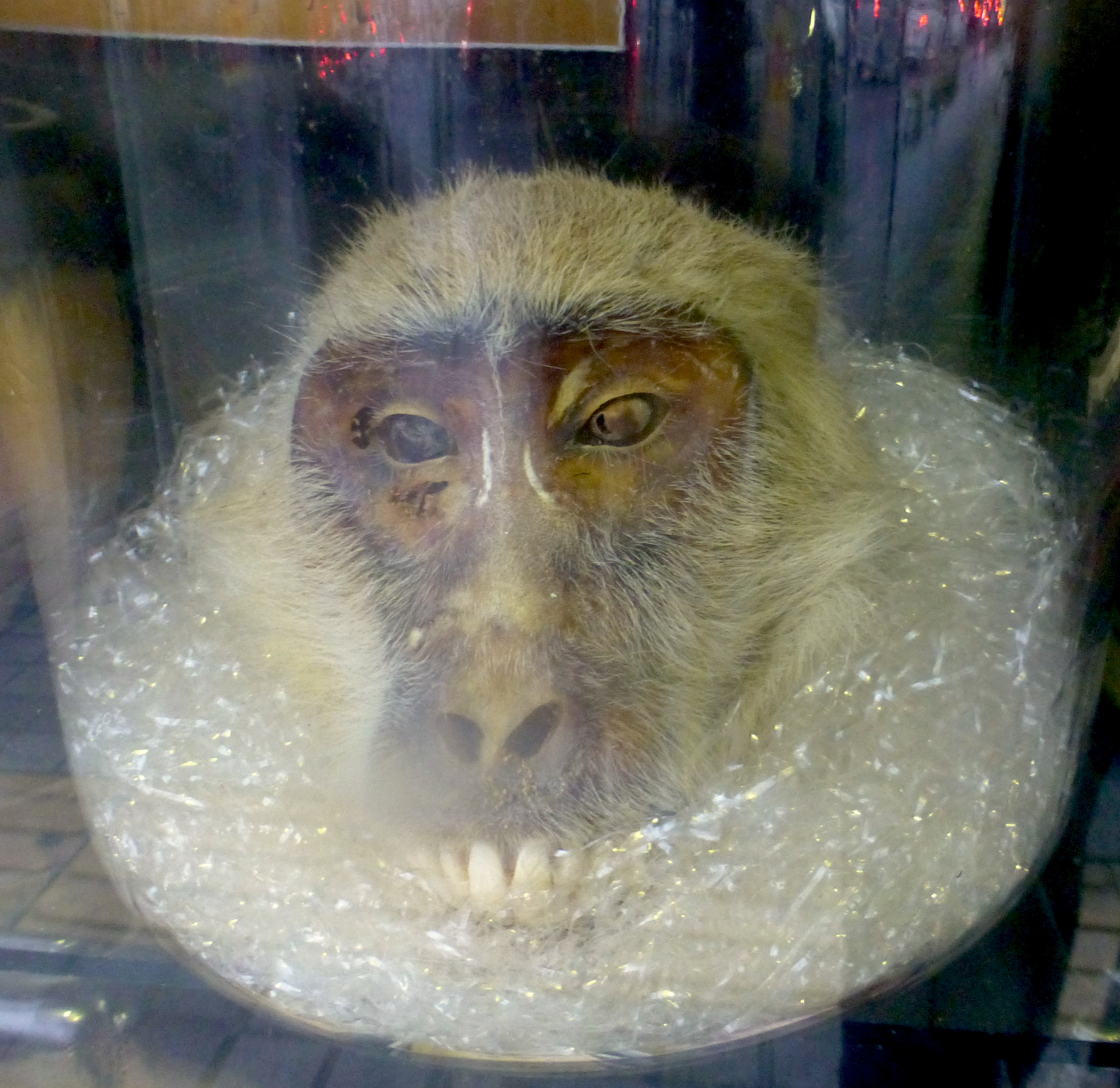
La tête de singe était une partie couramment utilisée en médecine chinoise importée au Japon.

Manger de la viande de singe, qui est une tradition de longue date en Chine, est rare dans la culture japonaise. Des fouilles archéologiques ont trouvé des os de singes sur des sites datant de la période de chasse et de cueillette Période Jōmon (c. 14 000–300 avant J.C) mais pas sur des sites de la période agricole Période Yayoi (300 avant J.C - 250 après J.C) et ultérieure. En plus d'être une source de nourriture pour les chasseurs, les singes étaient une nuisance pour les agriculteurs car ils saccageaient les cultures. Comme l'évitement de la viande de singe implique que les gens voient la proximité entre les singes et eux-mêmes, Ohnuki-Tierney conclut que les croyances japonaises sur le « statut semi-divinisé et le rôle positif de médiation entre les humains et les divinités » avait commencé au cours de la période Yayoi. La pensée bouddhiste influença certaines attitudes japonaises envers les singes ; le Nihongi rapporte qu'en 676, l'Empereur Tenmu promulgua une loi qui interdisait de manger la viande de bovins, de chevaux, de chiens, de singes et de poulets. Aujourd'hui encore, dans les régions au nord-est des Monts Ryōhaku dans la Préfecture d'Ishikawa, « les chasseurs n'observent aucun tabou concernant la chasse aux singes, tandis que ceux des régions au sud-ouest de la chaîne de montagnes observent de nombreux tabous ».
Dans les croyances populaires, le rôle du primate dans la guérison ne se limitait pas seulement aux chevaux, mais s'étendait également aux divinités singes et aux médicaments à base de singes. Les êtres surnaturels associés au singe—kōshin, saeno kami, et jizō— « sont tous assignés au rôle de guérison. » De nombreuses parties du corps du singe ont été utilisées comme médicament, depuis au moins le VIe siècle. Même aujourd'hui, une tête de singe carbonisée, réduite en poudre, est prise comme médicament pour les maladies de la tête et du cerveau, y compris les maladies mentales, le retard mental, et les maux de tête. De plus, les représentations de singes sont censées avoir des pouvoirs de guérison. Les figurines des Trois Sages Singes sont utilisées comme charmes pour prévenir les maladies. Les kukurizaru petites amulettes de singes rembourrées sont considérées comme efficaces dans le traitement de diverses autres maladies, ainsi que de l'accouchement.

## Symbolique
Sa signification culturelle a évolué au fil du temps : à partir des documents historiques du VIIIe siècle, les singes étaient des médiateurs sacrés entre les dieux et les humains ; vers le XIIIe siècle, les singes sont également devenus une métaphore de "bouc émissaire" pour les fripons et les personnes antipathiques. Ces rôles ont progressivement changé jusqu'au XVIIe siècle, lorsque le singe représentait généralement le côté négatif de la nature humaine, en particulier les personnes qui imitent bêtement les autres. L'anthropologue japonaise Emiko Ohnuki-Tierney évoque le dicton saru wa ke ga sanbon tarinai (猿は毛が三本足りない, « un singe est [un humain] moins trois poils »). La signification littérale de ce dicton est qu'un singe est un animal inférieur qui essaie d'être humain et doit donc être ridiculisé. Cependant, ce dicton est généralement compris comme représentant les « indésirables gens qui doivent être ridiculisés ». La figure du singe sert donc, plutôt à discréditer le fond d’un individu ou d’un concept lorsqu’il prend une forme ayant l’air attrayante ou intelligente, le terme sarujie (ja) (猿知恵, « sagesse de singe ») exprime parfaitement cette conception du singe vis-à-vis de l’homme qu’il ne se contente que de copier. À l’instar du verbe « singer » en français, le terme sarumane (猿真似, « imitation de singe ») désigne une forme d’imitation superficielle, donnant un résultat pas suffisamment bon pour égaler la production originale. L’idiome saru no shiri warai (猿の尻笑い, Comme un singe se riant des fesses de quelqu'un) signifie  « rire des faiblesses des autres tout en ignorant les siennes », ce que l’on peut traduire en Français par « c'est l'hôpital qui se moque de la charité ». Le singe est tellement ridicule, qu’il est souvent comparé à de tout petits animaux comme des rongeurs ou des insectes, un dernier idiome existe à ce sujet : un autre idiome tōrō ga ono, enkō ga tsuki (蟷螂が斧猿猴が月, « des haches pour la mante religieuse, la lune pour le singe ») signifie, « qu’une mante religieuse pinçant la roue d'une charrette avec ses pattes avant (les haches) pour tenter de l’écraser, est dépeinte comme étant aussi ridicule qu'un singe essayant d’attraper la lune en touchant son reflet dans l’eau ». Le singe ne représente que le faux, il ne sait que jouer la comédie : dans le Japon médiéval, des personnes désignées sous le nom de sarumawashi (猿回し, « tournoyeur de singe »), utilisaient ces animaux, souvent habillé de vêtements colorés, dans des spectacles de rue. Dans le domaine de la littérature, le Sarugaku (猿楽, « musique de singe ») désignait une forme traditionnelle de théâtre comique, populaire au Japon du XIe   au   XIVe siècle.
Dans l’imaginaire populaire japonais, le singe est aussi associé aux personnes vivant à l’extérieur des villes, il existe quelques exceptions péjoratives associées. Le terme japonais yamazaru (山猿, « singe des montagnes » ; « singe sauvage ») que l’on pourrait traduire par « péquenaud », « plouc », « bouseux » etc. L’animal est, par essence, associé à des comportements compulsifs et bestiaux : la figure du ōzaru par exemple, et notamment celle du hi-hi est associé à une forme de perversité, de manque de retenue sur le plan sexuel, puisque cet animal s’introduit dans les villages pour y enlever les femmes.

### La sexualisation de la figure du Gorille

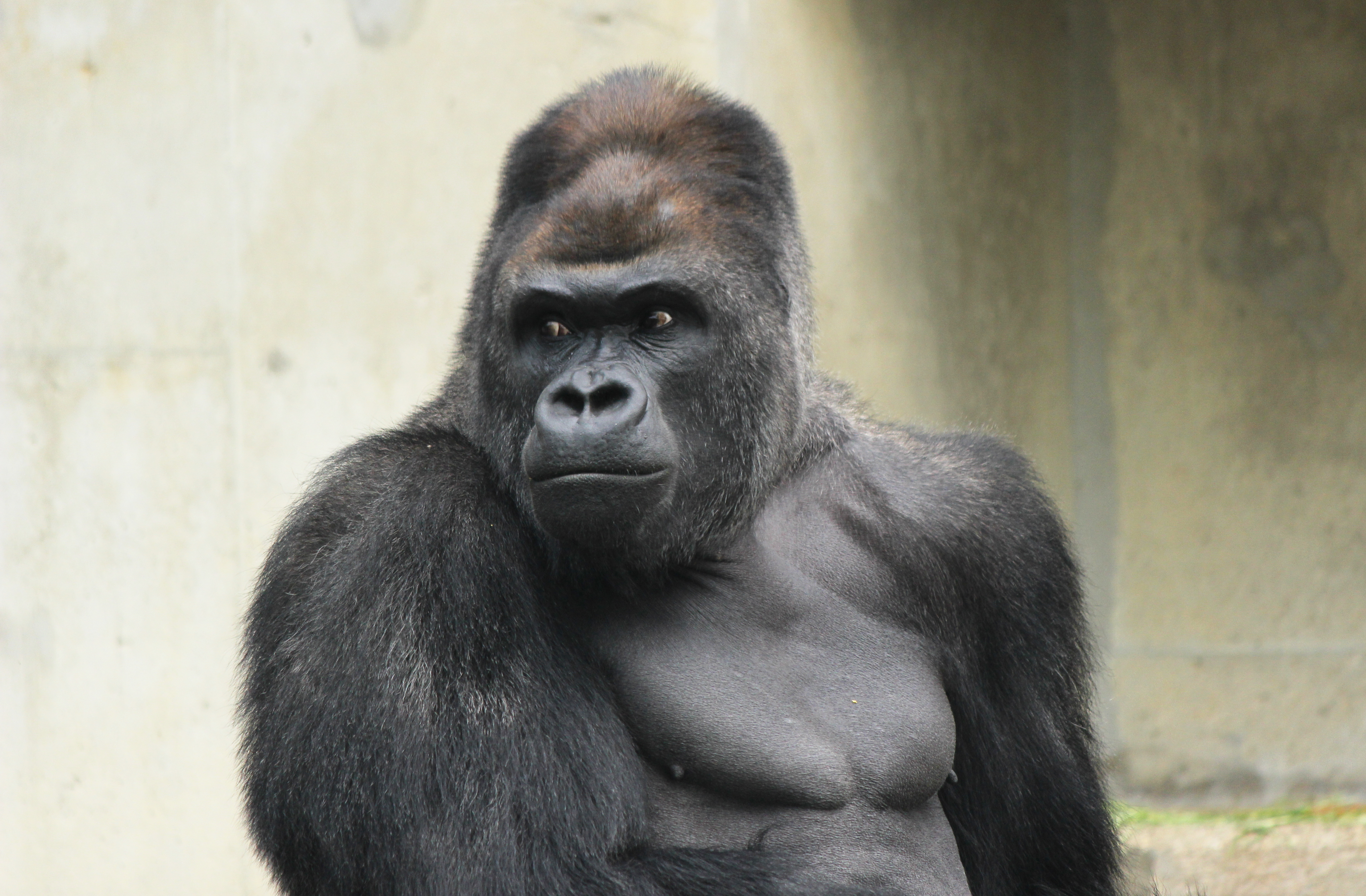
Le regard de braise de Shabani. Sa figure a fait l’objet de nombreux produits dérivés.

La représentation du singe emprunt de désir sexuel existe également dans le Japon contemporain : mais dans certaines figures, les sexes sont inversé, le singe devient alors un gorille femelle éperdument amoureux d’un jeune homme dont le statut matrimonial lui revient de droit : en 1980, le département de recherche des études folkloriques d’Okinawa enregistre le récit d’un certain Seishō Nishie (西江盛清, Nishie Seishō), un habitant du village de Gakiya, dans le district de Shimajiri, préfecture d’Okinawa. Ce conte, intitulé 猿女房 (Saru-nyōbo, « L’épouse guenon »), raconte l’histoire d’un homme, kidnappé par une famille de gorilles alors qu’il pêchait à proximité d’une île inconnue. Par la suite, il marié à la fille du chef du clan des gorilles, avec qui il a des enfants. Insatisfait de cette vie, l’homme planifie sa fuite en descendant une rivière sur un tronc d’arbre. À son retour, la guenon découvre sa disparition et, dans un accès de colère, tue leurs enfants hybrides. Si le macaque japonais était la figure du singe dans l’imaginaire populaire, la figure du gorille n’en a pas à rougir : Shabani (en) est un gorille dos argenté résidant au zoo de Higashiyama à Nagoya, au Japon. Né le 20 octobre 1996 au parc zoologique d’Apenheul aux Pays-Bas, il a été transféré au zoo de Taronga en Australie avant de rejoindre le Japon en 2007. En 2015, Shabani a acquis une notoriété nationale en raison de son apparence jugée séduisante, attirant un grand nombre de visiteurs, notamment des femmes, au zoo de Higashiyama. Son regard intense et ses poses photogéniques ont contribué à sa popularité sur les réseaux sociaux et dans les médias japonais.  

### Symbolique positive
Malgré tout les défauts qui l’accable dans l’inconscient populaire, la figure du primate n’est pas pour autant totalement négative, et son nom « saru » est utilisé dans de nombreux nom propres de personnages légendaires ou célèbres, reflètent des significations sémantiques positives de l’animal. Les érudits japonais considèrent Sarumaru Dayū (猿丸大夫) comme étant soit « un poète légendaire de la période Genkei (877–884) » soit « un nom donné à un certain nombre de prêtres-poètes itinérants qui formaient un groupe nommé Sarumaru ». Sarumatsu (猿松) était le surnom d'enfance du daimyo Uesugi Kenshin.

## Galerie

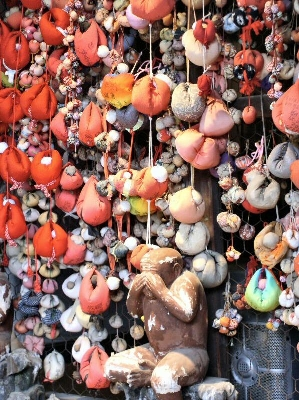
Kukurizaru et statue de singe au Yasaka Kōshin-dō.
Singes et lièvres se baignant, Chōjū-jinbutsu-giga, vers le XIIe siècle.
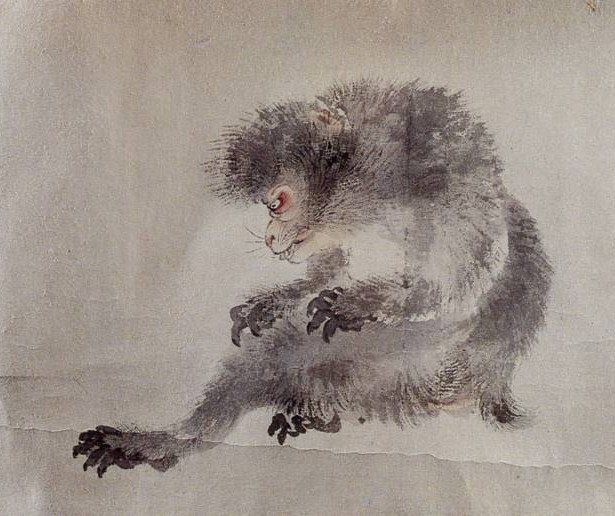
Peinture de macaque par Watanabe Kazan, XIXe siècle.
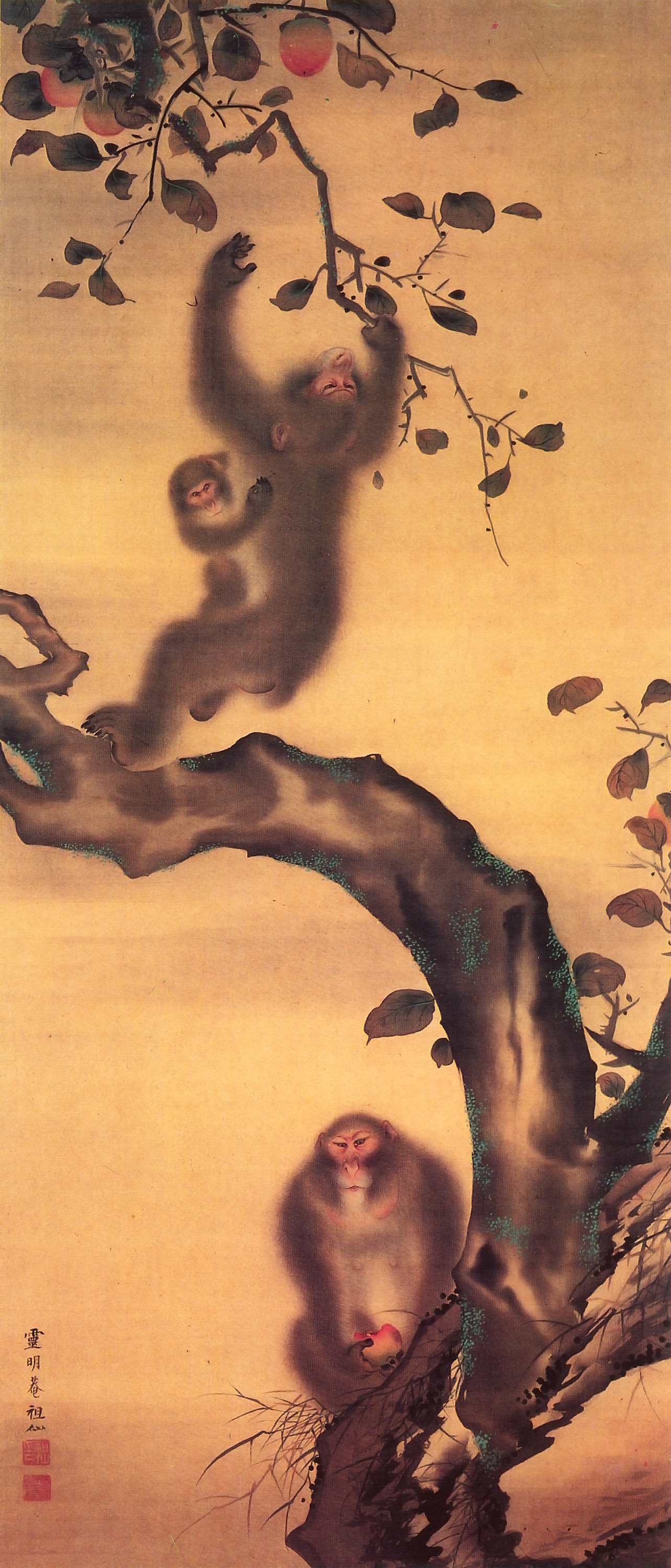
Singes dans un kaki, Mori Sosen.
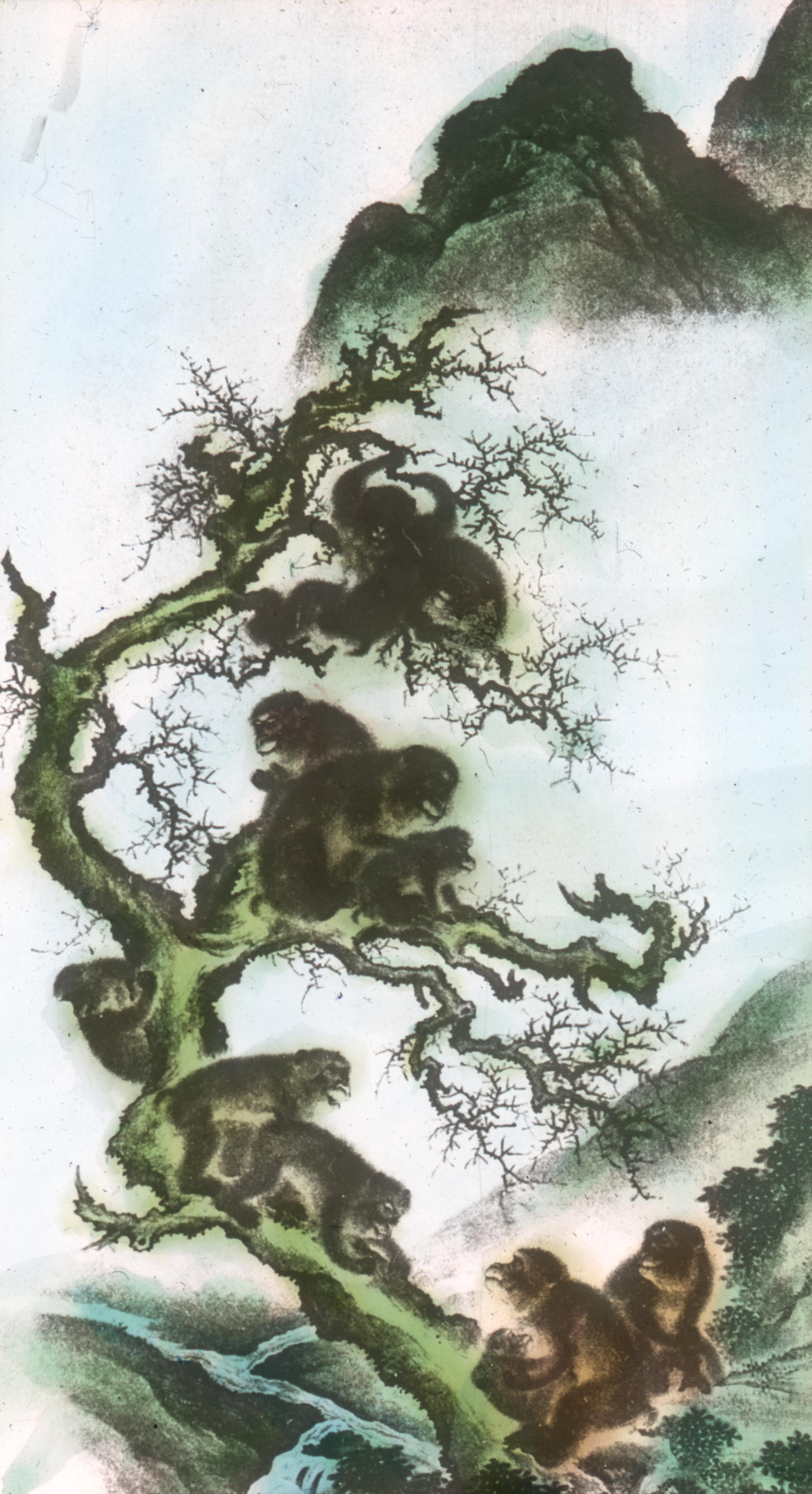
Singes sur une branche, Mori Sosen.
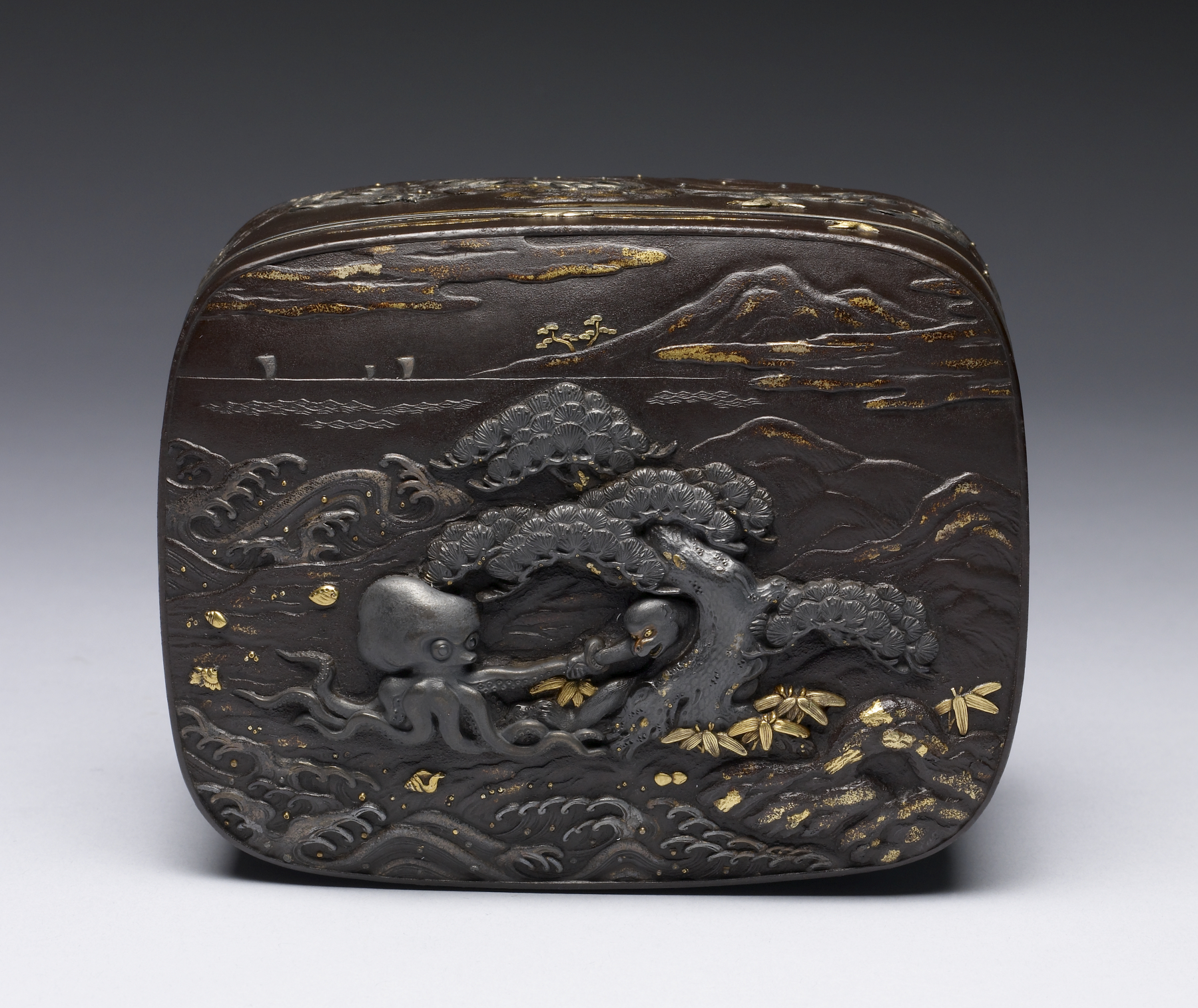
Boîte en fer, or et argent montrant un singe et un poulpe au tir à la corde.
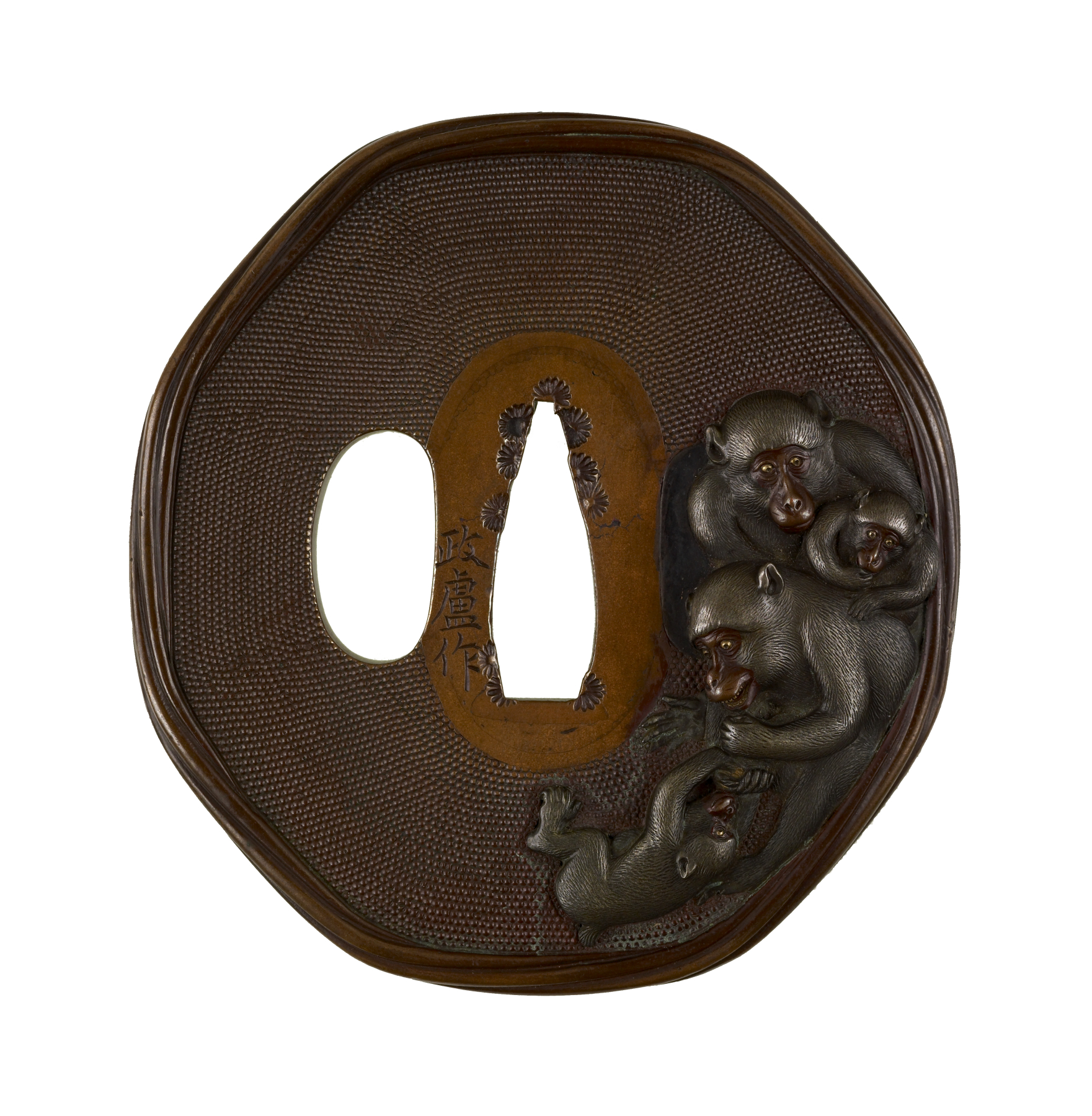
Tsuba de l'époque d'Edo décorée de singes adultes et jeunes.
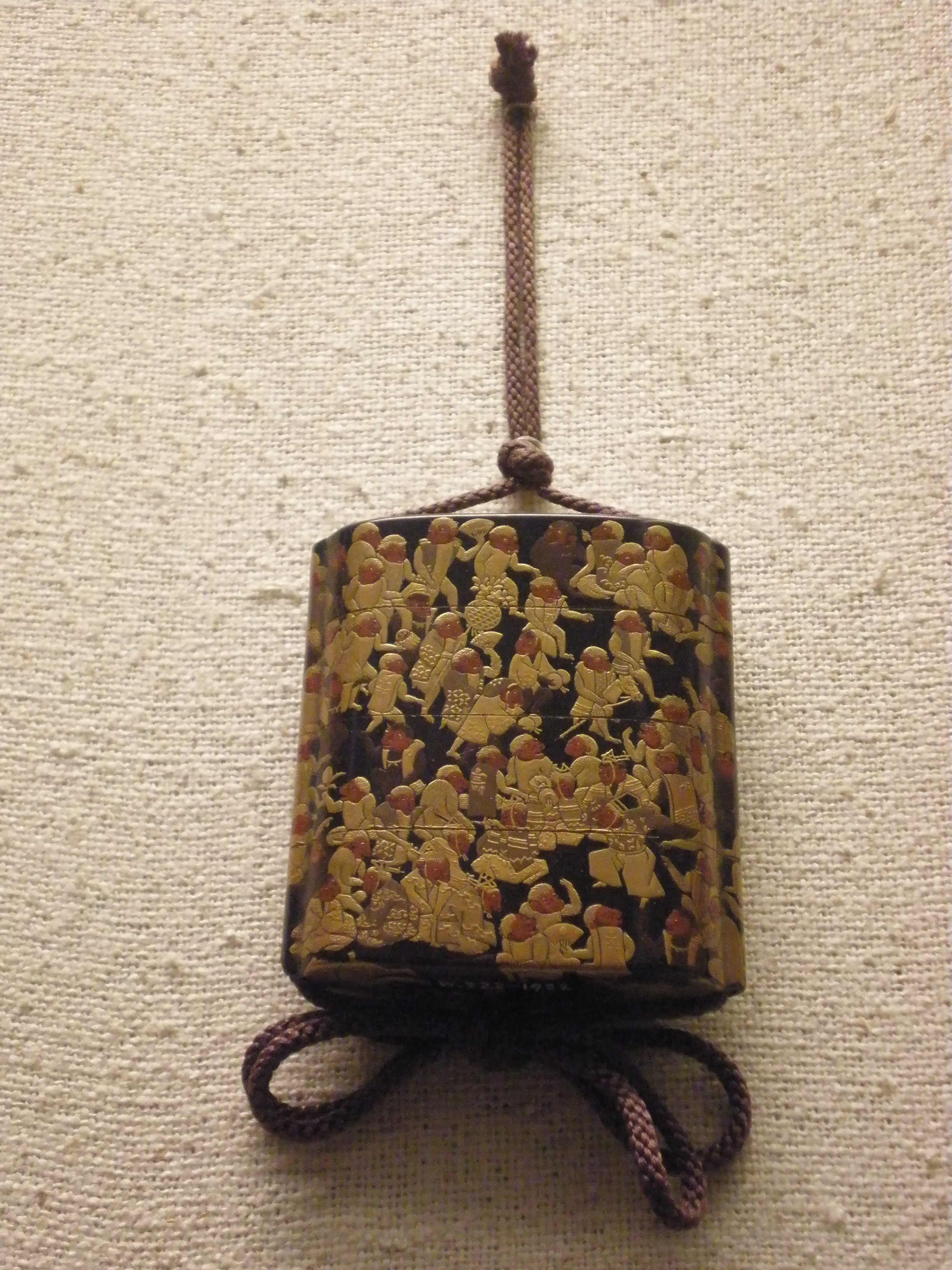
Contenant laqué inrō de l'époque d'Edo montrant 115 singes anthropomorphiques.
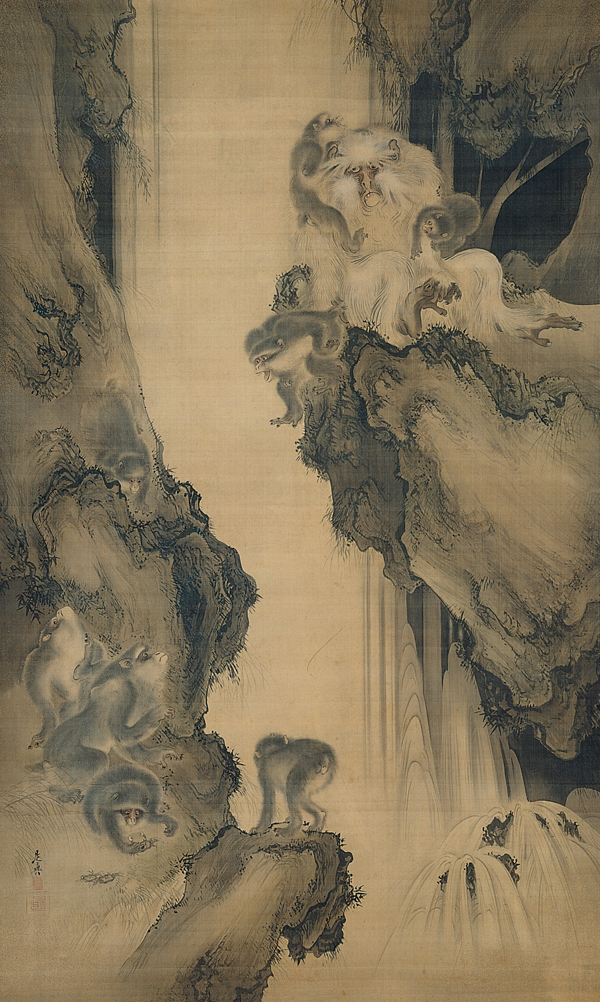
Cascade et singes, Shibata Zeshin, 1872.
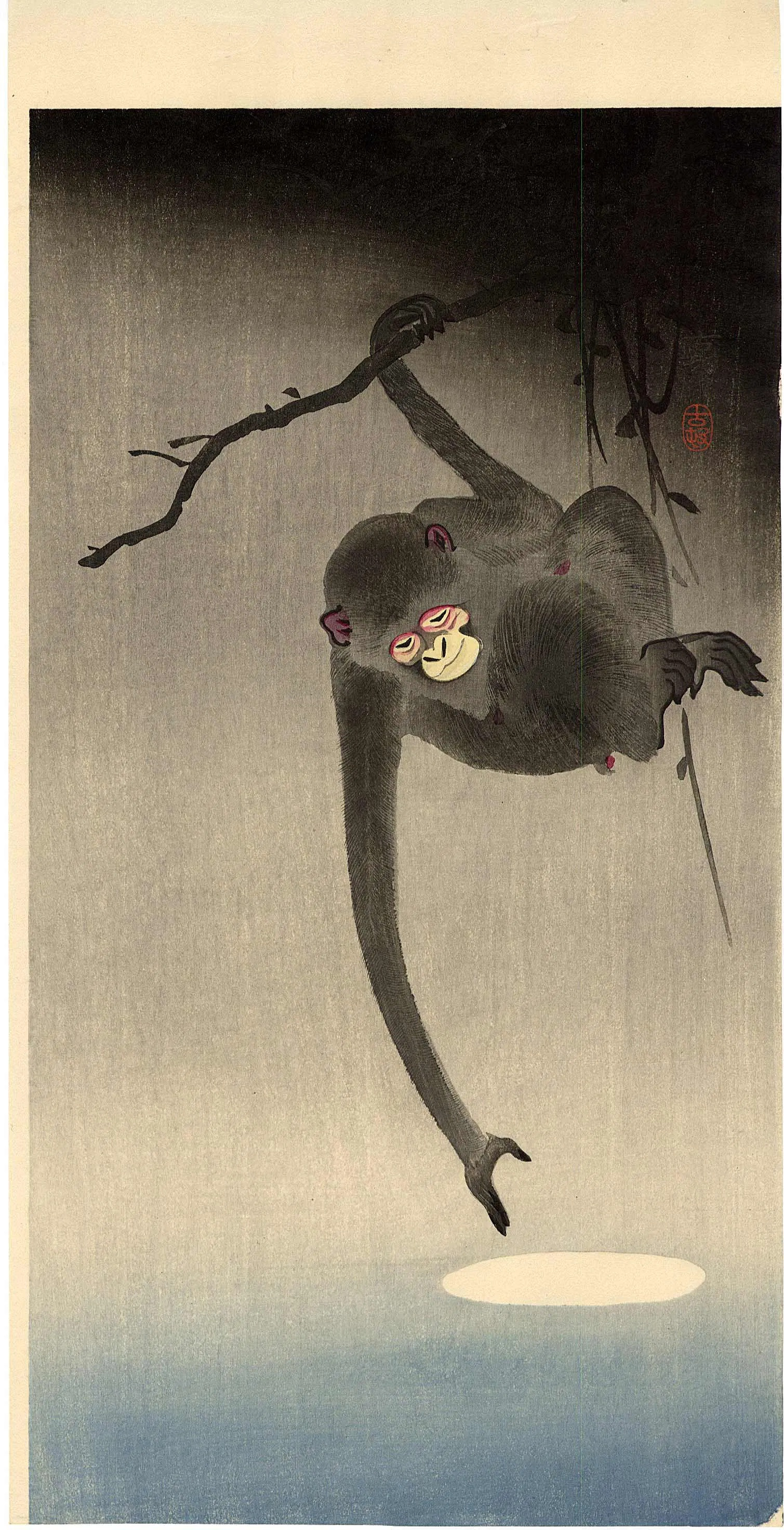
Gibbon atteignant le reflet de la lune, Ohara Koson, 1926.
Saru dango (猿団子, « boulette de singe ») de deux Macaques japonais.